# (20796) Philipmunoz
(20796) Philipmunoz (2000 SN169) – planetoida z pasa głównego asteroid okrążająca Słońce w ciągu 4,93 lat w średniej odległości 2,89 j.a. Odkryta 24 września 2000 roku.